# 마이클 그레이 (DJ)
마이클 앤서니 그레이(Michael Anthony Gray, 1966년 7월 25일 ~ )는 영국의 가수이다. 싱글들은 2003년의 'What's go on?', 2004년의 'The Weekend', 2005년의 'Whatcha Gonna Do', 2006년의 'BoderLine', 2007년의 'Somewhere Beyond', 그리고 2008년의 'Ready For This!' 등으로 발매되었다. 2013 'Chasing Shadows'.